# Wimbledon Championships 2011
Die 125. Wimbledon Championships fanden vom 20. Juni bis 3. Juli 2011 in London statt, wie immer ausgerichtet vom All England Lawn Tennis and Croquet Club.
Titelverteidiger im Einzel waren Rafael Nadal bei den Herren sowie Serena Williams bei den Damen. Im Herrendoppel waren Jürgen Melzer und Philipp Petzschner, im Damendoppel Vania King und Jaroslawa Schwedowa die Vorjahressieger. Titelverteidiger im Mixed waren Cara Black und Leander Paes.

## Herreneinzel
Setzliste
| Nr. | Spieler            | Erreichte Runde |
| --- | ------------------ | --------------- |
| 01. | Rafael Nadal       | Finale          |
| 02. | Novak Đoković      | Sieg            |
| 03. | Roger Federer      | Viertelfinale   |
| 04. | Andy Murray        | Halbfinale      |
| 05. | Robin Söderling    | 3. Runde        |
| 06. | Tomáš Berdych      | Achtelfinale    |
| 07. | David Ferrer       | Achtelfinale    |
| 08. | Andy Roddick       | 3. Runde        |
| 09. | Gaël Monfils       | 3. Runde        |
| 10. | Mardy Fish         | Viertelfinale   |
| 11. | Jürgen Melzer      | 3. Runde        |
| 12. | Jo-Wilfried Tsonga | Halbfinale      |
| 13. | Viktor Troicki     | 2. Runde        |
| 14. | Stanislas Wawrinka | 2. Runde        |
| 15. | Gilles Simon       | 3. Runde        |
| 16. | Nicolás Almagro    | 3. Runde        |

| Nr. | Spieler                | Erreichte Runde |
| --- | ---------------------- | --------------- |
| 17. | Richard Gasquet        | Achtelfinale    |
| 18. | Michail Juschny        | Achtelfinale    |
| 19. | Michaël Llodra         | Achtelfinale    |
| 20. | Florian Mayer          | 2. Runde        |
| 21. | Fernando Verdasco      | 2. Runde        |
| 22. | Oleksandr Dolhopolow   | 1. Runde        |
| 23. | Janko Tipsarević       | 1. Runde        |
| 24. | Juan Martín del Potro  | Achtelfinale    |
| 25. | Juan Ignacio Chela     | 2. Runde        |
| 26. | Guillermo García López | 2. Runde        |
| 27. | Marin Čilić            | 1. Runde        |
| 28. | David Nalbandian       | 3. Runde        |
| 29. | Nikolai Dawydenko      | 1. Runde        |
| 30. | Thomaz Bellucci        | 1. Runde        |
| 31. | Milos Raonic           | 2. Runde        |
| 32. | Marcos Baghdatis       | 3. Runde        |

## Dameneinzel
Setzliste
| Nr. | Spielerin                    | Erreichte Runde |
| --- | ---------------------------- | --------------- |
| 01. | Caroline Wozniacki           | Achtelfinale    |
| 02. | Wera Swonarjowa              | 3. Runde        |
| 03. | Li Na                        | 2. Runde        |
| 04. | Wiktoryja Asaranka           | Halbfinale      |
| 05. | Marija Scharapowa            | Finale          |
| 06. | Francesca Schiavone          | 3. Runde        |
| 07. | Serena Williams              | Achtelfinale    |
| 08. | Petra Kvitová                | Sieg            |
| 09. | Marion Bartoli               | Viertelfinale   |
| 10. | Samantha Stosur              | 1. Runde        |
| 11. | Andrea Petković              | 3. Runde        |
| 12. | Swetlana Kusnezowa           | 3. Runde        |
| 13. | Agnieszka Radwańska          | 2. Runde        |
| 14. | Anastassija Pawljutschenkowa | 2. Runde        |
| 15. | Jelena Janković              | 1. Runde        |
| 16. | Julia Görges                 | 3. Runde        |

| Nr. | Spielerin             | Erreichte Runde |
| --- | --------------------- | --------------- |
| 17. | Kaia Kanepi           | 1. Runde        |
| 18. | Ana Ivanović          | 3. Runde        |
| 19. | Yanina Wickmayer      | Achtelfinale    |
| 20. | Peng Shuai            | Achtelfinale    |
| 21. | Flavia Pennetta       | 3. Runde        |
| 22. | Shahar Peer           | 1. Runde        |
| 23. | Venus Williams        | Achtelfinale    |
| 24. | Dominika Cibulková    | Viertelfinale   |
| 25. | Daniela Hantuchová    | 3. Runde        |
| 26. | Marija Kirilenko      | 3. Runde        |
| 27. | Jarmila Gajdošová     | 3. Runde        |
| 28. | Jekaterina Makarowa   | 1. Runde        |
| 29. | Roberta Vinci         | 3. Runde        |
| 30. | Bethanie Mattek-Sands | 1. Runde        |
| 31. | Lucie Šafářová        | 2. Runde        |
| 32. | Zwetana Pironkowa     | Viertelfinale   |

## Herrendoppel
Setzliste
| Nr. | Paarung                              | Erreichte Runde |
| --- | ------------------------------------ | --------------- |
| 01. | Bob Bryan Mike Bryan                 | Sieg            |
| 02. | Maks Mirny Daniel Nestor             | 2. Runde        |
| 03. | Mahesh Bhupathi Leander Paes         | 2. Runde        |
| 04. | Rohan Bopanna Aisam-ul-Haq Qureshi   | 1. Runde        |
| 05. | Jürgen Melzer Philipp Petzschner     | Viertelfinale   |
| 06. | Michaël Llodra Nenad Zimonjić        | Halbfinale      |
| 07. | Mariusz Fyrstenberg Marcin Matkowski | 1. Runde        |
| 08. | Robert Lindstedt Horia Tecău         | Finale          |

| Nr. | Paarung                            | Erreichte Runde |
| --- | ---------------------------------- | --------------- |
| 09. | Eric Butorac Jean-Julien Rojer     | 2. Runde        |
| 10. | Mark Knowles Łukasz Kubot          | 1. Runde        |
| 11. | Wesley Moodie Dick Norman          | Achtelfinale    |
| 12. | Juan Ignacio Chela Eduardo Schwank | Achtelfinale    |
| 13. | Marcelo Melo Bruno Soares          | 2. Runde        |
| 14. | Marcel Granollers Tommy Robredo    | Achtelfinale    |
| 15. | Marc López David Marrero           | 2. Runde        |
| 16. | Daniele Bracciali František Čermák | 2. Runde        |

## Damendoppel
Setzliste
| Nr. | Paarung                                   | Erreichte Runde |
| --- | ----------------------------------------- | --------------- |
| 01. | Vania King Jaroslawa Schwedowa            | 2. Runde        |
| 02. | Květa Peschke Katarina Srebotnik          | Sieg            |
| 03. | Liezel Huber Lisa Raymond                 | Viertelfinale   |
| 04. | Sania Mirza Jelena Wesnina                | Halbfinale      |
| 05. | Bethanie Mattek-Sands Meghann Shaughnessy | 2. Runde        |
| 06. | Nadja Petrowa Anastasia Rodionova         | Viertelfinale   |
| 07. | Andrea Hlaváčková Lucie Hradecká          | 1. Runde        |
| 08. | Peng Shuai Zheng Jie                      | Viertelfinale   |

| Nr. | Paarung                                             | Erreichte Runde |
| --- | --------------------------------------------------- | --------------- |
| 09. | Julia Görges Marija Kirilenko                       | 1. Runde        |
| 10. | Iveta Benešová Barbora Záhlavová-Strýcová           | Achtelfinale    |
| 11. | María José Martínez Sánchez Anabel Medina Garrigues | 2. Runde        |
| 12. | Chan Yung-jan Monica Niculescu                      | 2. Runde        |
| 13. | Daniela Hantuchová Agnieszka Radwańska              | Achtelfinale    |
| 14. | Cara Black Shahar Peer                              | Achtelfinale    |
| 15. | Chuang Chia-jung Hsieh Su-wei                       | 1. Runde        |
| 16. | Wolha Hawarzowa Alla Kudrjawzewa                    | 2. Runde        |

## Mixed
Setzliste
| Nr. | Paarung                                       | Erreichte Runde |
| --- | --------------------------------------------- | --------------- |
| 01. | Liezel Huber Bob Bryan                        | Viertelfinale   |
| 02. | Jaroslawa Schwedowa Maks Mirny                | 2. Runde        |
| 03. | Katarina Srebotnik Nenad Zimonjić             | Achtelfinale    |
| 04. | Jelena Wesnina Mahesh Bhupathi                | Finale          |
| 05. | Květa Peschke Aisam-ul-Haq Qureshi            | 2. Runde        |
| 06. | Sania Mirza Rohan Bopanna                     | Viertelfinale   |
| 07. | Barbora Záhlavová-Strýcová Philipp Petzschner | 2. Runde        |
| 08. | Chan Yung-jan Daniel Nestor                   | Halbfinale      |

| Nr. | Paarung                           | Erreichte Runde |
| --- | --------------------------------- | --------------- |
| 09. | Iveta Benešová Jürgen Melzer      | Sieg            |
| 10. | Lisa Raymond Dick Norman          | 2. Runde        |
| 11. | Nadja Petrowa Mark Knowles        | Achtelfinale    |
| 12. | Flavia Pennetta Daniele Bracciali | Rückzug         |
| 13. | Lucie Hradecká František Čermák   | 2. Runde        |
| 14. | Cara Black Leander Paes           | Viertelfinale   |
| 15. | Meghann Shaughnessy Andy Ram      | Achtelfinale    |
| 16. | Andrea Hlaváčková David Marrero   | 2. Runde        |

## Junioreneinzel
Setzliste
| Nr. | Spieler                 | Erreichte Runde |
| --- | ----------------------- | --------------- |
| 01. | Jiří Veselý             | Achtelfinale    |
| 02. | Thiago Monteiro         | Achtelfinale    |
| 03. | Hugo Dellien            | 1. Runde        |
| 04. | Oliver Golding          | 2. Runde        |
| 05. | Filip Horanský          | Achtelfinale    |
| 06. | Roberto Carballés Baena | 2. Runde        |
| 07. | Dominic Thiem           | Achtelfinale    |
| 08. | Mate Pavić              | Viertelfinale   |

| Nr. | Spieler                      | Erreichte Runde |
| --- | ---------------------------- | --------------- |
| 09. | Andrew Whittington           | 2. Runde        |
| 10. | George Morgan                | 2. Runde        |
| 11. | João Pedro Sorgi             | 1. Runde        |
| 12. | Patrick Ofner                | 1. Runde        |
| 13. | Jeson Patrombon              | 2. Runde        |
| 14. | Andrés Artuñedo Martinavarro | 1. Runde        |
| 15. | Liam Broady                  | Finale          |
| 16. | Luke Saville                 | Sieg            |

## Juniorinneneinzel
Setzliste
| Nr. | Spielerin           | Erreichte Runde |
| --- | ------------------- | --------------- |
| 01. | Darja Gawrilowa     | 1. Runde        |
| 02. | Caroline Garcia     | Halbfinale      |
| 03. | Irina Chromatschowa | Finale          |
| 04. | Ons Jabeur          | 1. Runde        |
| 05. | Eugenie Bouchard    | Viertelfinale   |
| 06. | Montserrat González | Viertelfinale   |
| 07. | Julija Putinzewa    | Viertelfinale   |
| 08. | Victoria Bosio      | 1. Runde        |

| Nr. | Spielerin           | Erreichte Runde |
| --- | ------------------- | --------------- |
| 09. | Jovana Jakšić       | 1. Runde        |
| 10. | Alison Van Uytvanck | 2. Runde        |
| 11. | Darja Salnikowa     | 1. Runde        |
| 12. | Ashleigh Barty      | Sieg            |
| 13. | Anett Kontaveit     | Achtelfinale    |
| 14. | Viktória Maľová     | 1. Runde        |
| 15. | Jesika Malečková    | 2. Runde        |
| 16. | Victoria Duval      | Viertelfinale   |

## Juniorendoppel
Setzliste
| Nr. | Paarung                                              | Erreichte Runde |
| --- | ---------------------------------------------------- | --------------- |
| 01. | Oliver Golding Jiří Veselý                           | Finale          |
| 02. | George Morgan Mate Pavić                             | Sieg            |
| 03. | Andrés Artuñedo Martinavarro Roberto Carballés Baena | Halbfinale      |
| 04. | Liam Broady Filip Horanský                           | Halbfinale      |

| Nr. | Paarung                         | Erreichte Runde |
| --- | ------------------------------- | --------------- |
| 05. | Thiago Monteiro Bruno Sant’Anna | 1. Runde        |
| 06. | Hugo Dellien Diego Hidalgo      | Achtelfinale    |
| 07. | Luke Saville João Pedro Sorgi   | 1. Runde        |
| 08. | Mate Delić Dominic Thiem        | 1. Runde        |

## Juniorinnendoppel
Setzliste
| Nr. | Paarung                         | Erreichte Runde |
| --- | ------------------------------- | --------------- |
| 01. | Darja Gawrilowa Darja Salnikowa | Rückzug         |
| 02. | Eugenie Bouchard Grace Min      | Sieg            |
| 03. | Barbara Haas Anett Kontaveit    | Achtelfinale    |
| 04. | Ashleigh Barty Miho Kowase      | Viertelfinale   |

| Nr. | Paarung                                 | Erreichte Runde |
| --- | --------------------------------------- | --------------- |
| 05. | Victoria Duval Zarah Razafimahatratra   | Achtelfinale    |
| 06. | Jesika Malečková Chantal Škamlová       | Achtelfinale    |
| 07. | Victoria Bosio Patricia Ku Flores       | 1. Runde        |
| 08. | Montserrat González Hanna Posnichirenko | Achtelfinale    |

## Herrendoppel-Rollstuhl
Setzliste
| Nr. | Paarung                      | Erreichte Runde |
| --- | ---------------------------- | --------------- |
| 01. | Maikel Scheffers Ronald Vink | Sieg            |
| 02. | Tom Egberink Shingo Kunieda  | Halbfinale      |

## Damendoppel-Rollstuhl
Setzliste
| Nr. | Paarung                        | Erreichte Runde |
| --- | ------------------------------ | --------------- |
| 01. | Esther Vergeer Sharon Walraven | Sieg            |
| 02. | Jiske Griffioen Aniek van Koot | Finale          |